# Рэнко (график)

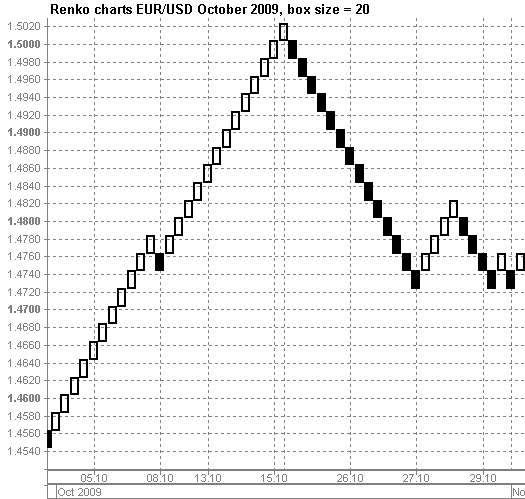
График ренко для котировок евро за доллар США в октябре 2009 года

График японских свечей EUR/USD за октябрь 2009 года.

Рэнко (яп. 練行足 — тихая походка) — применяемый в техническом анализе вид графика котировок объекта торговли (товара, ценной бумаги, валюты), который отображает изменения цены в форме диагональных рядов, состоящих из прямоугольников («кирпичиков»). Каждый новый прямоугольник всегда отображается правее предыдущего и располагается выше или ниже него. Оговоренное движение цены вверх (например, каждые 10 пунктов) отмечается добавлением выше и правее предыдущего очередного прозрачного прямоугольника, а движение вниз — ниже и правее предыдущего располагается закрашенный прямоугольник.

## Правило построения
В графиках рэнко не отмечается каждое движение цены. Изменения на график вносятся лишь при изменениях цены более установленных дискретных значений. Перед построением графика оговариваются:
- Ориентир по цене — на основании каких цен строится график. Обычно используют только цены закрытия выбранного таймфрейма (например, закрытия часа). Иногда опираются на максимумы и минимумы — в этом случае приоритет за максимумом: если разница между максимумом и предыдущей ценой достигла величины порога, то наносится полый кирпичик, а минимум учитывается только тогда, когда полый кирпичик не требуется и минимальное значение достаточно для прорисовки заполненного (снижающегося) кирпичика.

- Величина порога, длина поля (англ. box size) — высота прямоугольников (кирпичиков) в пунктах (например, 10 пунктов).

Новый кирпичик строится только если движение цены превысило заданный пороговый уровень. Размер кирпичиков всегда одинаков. Например, если базовый размер составляет 10 пунктов, а цена выросла на 20, то будет нарисовано 2 кирпичика. Если цена растёт, то кирпичик будет белого (светлого) цвета, если цена падает — чёрного (тёмного).
Чтобы строить график рэнко, очередное значение выбранного варианта цены сравнивается с максимумом и минимумом предыдущего кирпичика. Новый прямоугольник всегда отображается правее предыдущего. Если цена превышает верхний уровень предыдущего кирпичика на величину порога или более, рисуют соответствующее число белых прямоугольников чуть выше — чтобы нижняя граница нового кирпичика соответствовала верхней границе предыдущего. Если цена падает ниже дна предыдущего кирпичика на размер порога или более, рисуют соответствующее число заполненных прямоугольников, чтобы верхняя граница нового кирпичика соответствовала нижней границе предыдущего.
Любой из кирпичиков может содержать в себе неопределённую продолжительность времени. Если цена колебалась в диапазоне, не росла и не опускалась на величину порога, то график всё это время останется без изменений. Если же быстро происходят значительные изменения цены, это может приводить к появлению сразу нескольких новых кирпичиков одновременно (соответствующих одному и тому же промежутку времени).

## Особенности анализа
График рэнко был создан для наглядного определения основного тренда. Этот тип графика эффективен для определения ключевых уровней поддержки и сопротивления, поскольку усредняет основную тенденцию. В этом представлении не отражаются мелкие колебания цены, что позволяет сосредоточить внимание на действительно значимых движениях.
Сигнал о развороте основного тренда поступает, когда появляется выпадающий из цветового ряда белый или черный кирпичик.
Рэнко строят исходя из цен выбранного таймфрейма. Обычно используют цены закрытия, а максимумы и минимумы игнорируются. Поэтому при их создании из данных с разными периодами, результат может оказаться разным. Чем больше масштаб, на основе которого строится график рэнко, тем больше вероятность, что результат будет существенно отклоняться от графика, созданного в реальном времени. Наиболее подробным будет график рэнко на основе тиковых (фиксируется каждое изменения цены) или минутных данных. Очень близким к тиковому будет вариант, когда график строят на основании цен максимумов/минимумов, а не цен закрытия. Однако при этом ухудшается способность графика к усреднению тенденции, может появляться слишком много ложных сигналов.
На графике рэнко отдельно не выделяются минимумы и максимумы. Нет привязки ко времени. Поэтому индикаторы, основанные на сравнении цен открытия, закрытия, минимумов и максимумов, фиксированные длительности времени могут давать противоречивые сигналы.
Поскольку на графике Рэнко нет объема, то индикаторы, учитывающие объем не будут работать.

## История
Считается, что название графика происходит от японского слова «тихая походка».
В Европе и США графики рэнко стали популярны после публикации в 1994 году книги Стива Нисона «За гранью японских свечей» (англ. Beyond Candlesticks).